# Safari Hunt
 (juillet 2019).
Si vous disposez d'ouvrages ou d'articles de référence ou si vous connaissez des sites web de qualité traitant du thème abordé ici, merci de compléter l'article en donnant les références utiles à sa vérifiabilité et en les liant à la section « Notes et références ».
Safari Hunt est un jeu vidéo de tir au pistolet développé et édité par Sega, sorti en 1986.

## Scénario
Faites un safari et chassez des animaux divers tels que des lapins, des ours, des panthères, des tatous et plein d'autres animaux.

## Distribution
Le jeu était intégré dans certaines versions de la console : celles vendues dans le pack Master System Plus (uniquement pour la Master System, la Master System II n'a jamais eu ce jeu).
Il était disponible en cartouche simple, mais aussi dans une cartouche réunissant 3 jeux de tir.